# Worn Down Piano
Worn Down Piano is een lied van de Amerikaanse Mark & Clark Band, en is afkomstig van het album Double Take.
Het is een compositie uit 1977 van de tweeling Mark en Clark Seymour, en uitgebracht als een single.
Het lied duurt 8 minuten en 10 seconden en moest dus over de beide kanten van de single verdeeld worden. Het nummer gaat over een versleten piano die geveild moet worden; niemand wil dat instrument echter kopen. Dat verandert als een eveneens versleten uitziende pianist de piano bespeelt. De prijs stijgt en stijgt en de laatste bieder wil het instrument nog eenmaal horen. De pianist wil de piano zelf kopen, maar heeft daar geen geld voor, enkel een fles wijn. Alle bieders besluiten dat hij de piano dan moet krijgen. De pianist is dan echter weer verdwenen en de piano blijft achter voor een volgende veiling. Het lied is in een 6/8 maat; het instrumentale middengedeelte is geschreven in een vierkwartsmaat.
Het is de enige single van de Mark & Clark Band die een beetje succes heeft gehad in Nederland. De opvolger "When It Comes To Love" haalde alleen de Nationale Hitparade en de derde single "Drinking Man's Concerto" haalde geen notering. "Worn Down Piano" werd ook gepresenteerd in Toppop; de heren zaten tegenover elkaar aan twee piano's, van de andere musici was echter geen spoor te bekennen.
Het middengedeelte van dit nummer werd eind jaren 70 ook gebruikt als tune voor het VARA-sportradioprogramma Tussen Start En Finish op Hilversum 2 van Henk Spaan en Harry Vermeegen.
"Worn Down Piano" staat vanaf de start in de Top 2000 met als hoogste klassering een 59e plaats in 2002.

## Credits
- Clark Seymour - Piano, zang
- Mark Seymour - Piano, zang
- Allan Schwartzberg - Drums
- Crusher - Percussie
- Elliott Randall - Gitaar
- Frank Owens - Keyboard
- Hugh McCracken - Gitaar
- Jimmy Maelen - Percussie
- Jimmy Young - Drums
- John Tropea - Gitaar
- Ken Bichell - Synthesizer
- Paul Shaffer - Keyboard
- Will Lee - Bas

## Hitnotering
| "Worn Down Piano" in de Nederlandse Top 40 - binnen 04-06-1977 | "Worn Down Piano" in de Nederlandse Top 40 - binnen 04-06-1977 | "Worn Down Piano" in de Nederlandse Top 40 - binnen 04-06-1977 | "Worn Down Piano" in de Nederlandse Top 40 - binnen 04-06-1977 | "Worn Down Piano" in de Nederlandse Top 40 - binnen 04-06-1977 | "Worn Down Piano" in de Nederlandse Top 40 - binnen 04-06-1977 | "Worn Down Piano" in de Nederlandse Top 40 - binnen 04-06-1977 | "Worn Down Piano" in de Nederlandse Top 40 - binnen 04-06-1977 | "Worn Down Piano" in de Nederlandse Top 40 - binnen 04-06-1977 |
| Week                                                           | 01                                                             | 02                                                             | 03                                                             | 04                                                             | 05                                                             | 06                                                             | 07                                                             |                                                                |
| -------------------------------------------------------------- | -------------------------------------------------------------- | -------------------------------------------------------------- | -------------------------------------------------------------- | -------------------------------------------------------------- | -------------------------------------------------------------- | -------------------------------------------------------------- | -------------------------------------------------------------- | -------------------------------------------------------------- |
| Nummer                                                         | 24                                                             | 14                                                             | 9                                                              | 8                                                              | 9                                                              | 23                                                             | 32                                                             | uit                                                            |

| "Worn Down Piano" in de Nederlandse Nationale Hitparade - binnen: 04-06-1977 | "Worn Down Piano" in de Nederlandse Nationale Hitparade - binnen: 04-06-1977 | "Worn Down Piano" in de Nederlandse Nationale Hitparade - binnen: 04-06-1977 | "Worn Down Piano" in de Nederlandse Nationale Hitparade - binnen: 04-06-1977 | "Worn Down Piano" in de Nederlandse Nationale Hitparade - binnen: 04-06-1977 | "Worn Down Piano" in de Nederlandse Nationale Hitparade - binnen: 04-06-1977 | "Worn Down Piano" in de Nederlandse Nationale Hitparade - binnen: 04-06-1977 | "Worn Down Piano" in de Nederlandse Nationale Hitparade - binnen: 04-06-1977 |
| Week                                                                         | 01                                                                           | 02                                                                           | 03                                                                           | 04                                                                           | 05                                                                           | 06                                                                           |                                                                              |
| ---------------------------------------------------------------------------- | ---------------------------------------------------------------------------- | ---------------------------------------------------------------------------- | ---------------------------------------------------------------------------- | ---------------------------------------------------------------------------- | ---------------------------------------------------------------------------- | ---------------------------------------------------------------------------- | ---------------------------------------------------------------------------- |
| Nummer                                                                       | 30                                                                           | 14                                                                           | 8                                                                            | 8                                                                            | 9                                                                            | 21                                                                           | uit                                                                          |

### NPO Radio 2 Top 2000
| Nummer met noteringen in de NPO Radio 2 Top 2000 | '99 | '00 | '01 | '02 | '03 | '04 | '05 | '06 | '07 | '08 | '09 | '10 | '11 | '12 | '13 | '14 | '15 | '16 | '17 | '18 | '19 | '20 | '21 | '22 | '23 | '24 |
| ------------------------------------------------ | --- | --- | --- | --- | --- | --- | --- | --- | --- | --- | --- | --- | --- | --- | --- | --- | --- | --- | --- | --- | --- | --- | --- | --- | --- | --- |
| Worn Down Piano                                  | 164 | 78  | 66  | 59  | 72  | 81  | 64  | 73  | 83  | 72  | 95  | 80  | 127 | 107 | 125 | 112 | 136 | 216 | 275 | 289 | 274 | 362 | 351 | 320 | 385 | 387 |

1. ↑  Een vetgedrukt getal geeft de hoogste notering aan.

### Evergreen Top 1000
| Evergreen Top 1000 "Worn Down Piano" | Evergreen Top 1000 "Worn Down Piano" | Evergreen Top 1000 "Worn Down Piano" | Evergreen Top 1000 "Worn Down Piano" | Evergreen Top 1000 "Worn Down Piano" | Evergreen Top 1000 "Worn Down Piano" | Evergreen Top 1000 "Worn Down Piano" | Evergreen Top 1000 "Worn Down Piano" | Evergreen Top 1000 "Worn Down Piano" | Evergreen Top 1000 "Worn Down Piano" | Evergreen Top 1000 "Worn Down Piano" | Evergreen Top 1000 "Worn Down Piano" | Evergreen Top 1000 "Worn Down Piano" | Evergreen Top 1000 "Worn Down Piano" | Evergreen Top 1000 "Worn Down Piano" | Evergreen Top 1000 "Worn Down Piano" | Evergreen Top 1000 "Worn Down Piano" |
| Jaar                                 | 2008                                 | 2009                                 | 2010                                 | 2011                                 | 2012                                 | 2013                                 | 2014                                 | 2015                                 | 2016                                 | 2017                                 | 2018                                 | 2019                                 | 2020                                 | 2021                                 | 2022                                 | 2023                                 |
| ------------------------------------ | ------------------------------------ | ------------------------------------ | ------------------------------------ | ------------------------------------ | ------------------------------------ | ------------------------------------ | ------------------------------------ | ------------------------------------ | ------------------------------------ | ------------------------------------ | ------------------------------------ | ------------------------------------ | ------------------------------------ | ------------------------------------ | ------------------------------------ | ------------------------------------ |
| Positie                              | -                                    | -                                    | -                                    | -                                    | -                                    | -                                    | -                                    | -                                    | -                                    | 445                                  | 245                                  | 290                                  | 241                                  | 188                                  | 174                                  | 188                                  |